# Vledderveen (Stadskanaal)
Vledderveen (Gronings: De Vledder) is een gehucht in de gemeente Stadskanaal, provincie Groningen (Nederland). Het dorp is iets voor 1869 ontstaan en behoort tot de jongste Groningse veenkoloniën.
De naam Vledder (fledder) of vlier duidt op moerasgrond of moerassig weiland. De naam Fledderveen staat reeds op de Topografische Militaire Kaart van 1852. De naam Fledder wordt al genoemd in een koopbrief van 28 april 1740.
Vanuit Stadskanaal gezien ligt Vledderveen aan de andere kant van het kanaal Veendam - Musselkanaal en de N366. Bij Vledderveen ligt het Vledderbos dat aan het eind van de 20e eeuw is aangelegd, en het Vliegveld Stadskanaal, een vliegveld voor lichte en ultralichte vliegtuigen.

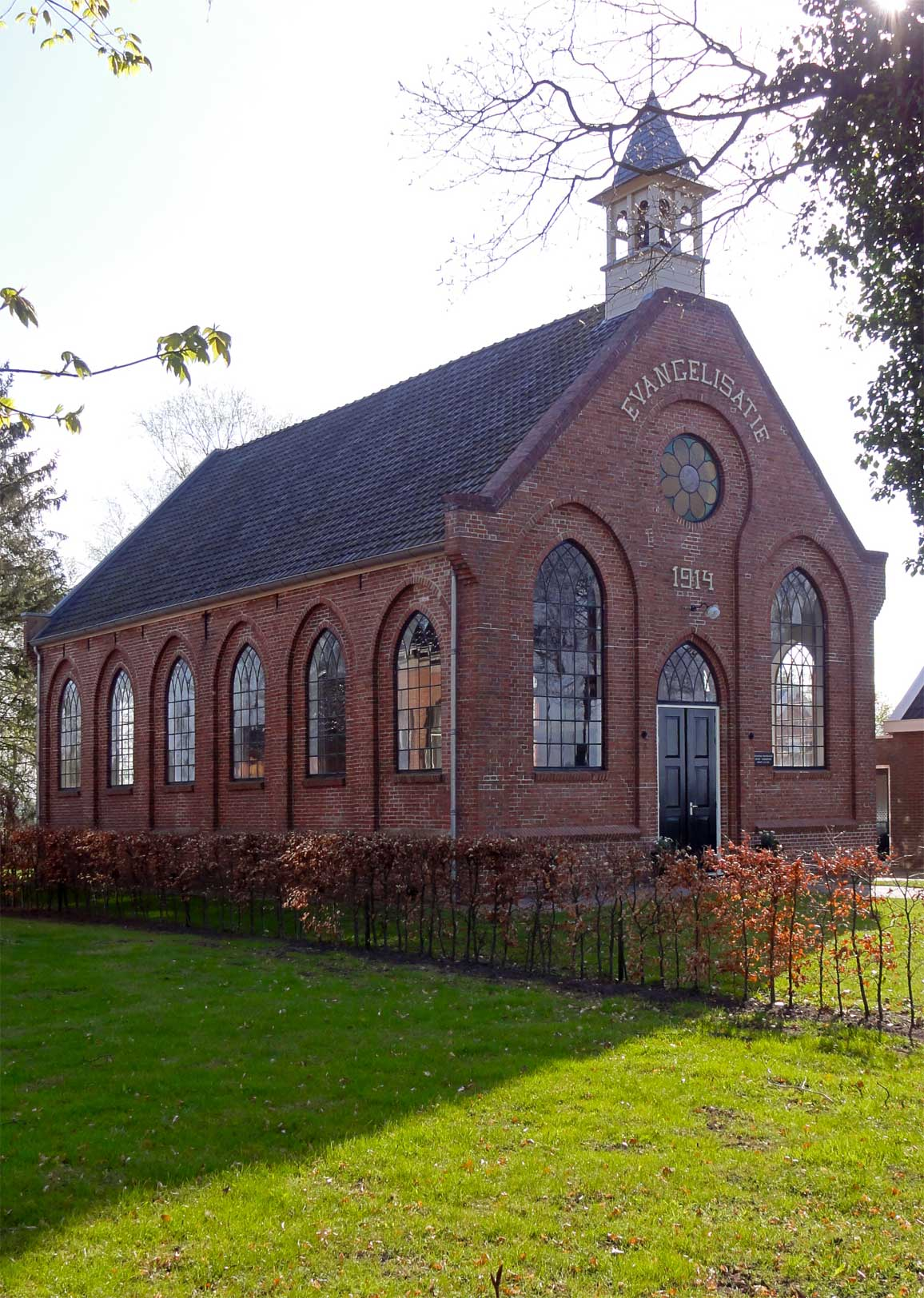

Het gehucht kreeg in 1914 een Evangelisatiekerk. Het kerkgebouw is sinds 2000 beschermd als rijksmonument.